# Herod Veliki
Herod Veliki (imenovan tudi Herod I., hebrejsko הוֹרְדוֹס, latinizirano: Horodes, Hordes, starogrško ἡρῴdης, latinizirano: Herodes), vladar Judeje od leta 37 pr. n. št. do leta 4 pr. n. št., * 74 pr. n. št.; † 4 pr. n. št. Jeruzalem.
Največ o Herodovem življenju izvemo iz del Jožefa Flavija.
Herodov oče Antipater (kratko Antipa) je postal leta 47 pr. n. št. rimski prokurator Judeje. Takrat je sina Heroda imenoval za guvernerja Galileje. Po očetovi smrti leta 43 pr. n. št. si je Herod prizadeval, da bi postal vladar Judeje, vendar pot do prestola ni bila lahka. Poročil se je s princeso Mariamno iz dinastije Hesmonejcev, ki so bili takrat titularni vladarji Judeje. Ker je bilo pretendentov za prestol še več, je Herod poiskal pomoč pri Rimljanih v Jeruzalemu. Rimski senat ga je imenoval za kralja Judov, a šele okoli leta 37 pr. n. št. je Herod tudi res uveljavil oblast nad celotno Judejo. Na prestolu je ostal do svoje smrti leta 4 pr. n. št. 
Tik pred smrtjo je Herod Veliki usmrtil svojega sina Antipatra. Takrat je tudi spremenil oporoko in določil svojega sina Heroda Arhelaja za dediča celotnega kraljestva (etnarha), sinova Heroda Antipo in Heroda Filipa (mlajšega) pa za tetrarha - vladarja četrtine ozemlja.
Marsikomu je najbolj znan po omembi v Svetem pismu: Herod Veliki naj bi ukazal pomor nedolžnih otrok, da bi se na ta način znebil Jezusa (glej Mt 2,1-18).

## Potomstvo
Herod je bil zelo ploden vladar - v biološkem smislu. Imel je veliko žena in otrok:
1. žena Doris
- sin Antipater, usmrčen 4 pr. n. št.

2. žena Mariamne I (hči Aleksandra Hasmonejskega)
- sin Aleksander, usmrčen 7 pr. n. št.
- sin Aristobul IV, usmrčen 7 pr. n. št.
- sin, ki je umrl precej mlad (ime ni znano)
- hči Salampsija
- hči Kipros

3. žena Mariamne II (hči velikega duhovnika Simona)
- sin Herod Filip (starejši) – pozneje mož Herodiade in oče Salome

4. žena Maltake
- sin Herod Arhelaj – ethnarh
- sin Herod Antipa – tetrarh
- hči Olimpija

5. žena Kleopatra iz Jeruzalema
- sin Herod Filip (mlajši) - tetrarh, mož Salome, ki je bila hči Heroda Filipa (starejšega)
- sin Herod

6. žena Palas
- sin Fazael

7. žena Fedra
- hči Roksana

8. žena Elpis
- hči Saloma

9. žena (njegova nečakinja, ime ni znano)
- (ni podatkov o otrokih)

10. žena (njegova nečakinja, ime ni znano)
- (ni podatkov o otrokih)

Verjetno je imel Herod celo več otrok, zlasti več hčera, vendar v zgodovinskih virih o njih ni podatkov.